# Internationales Zirkusfestival von Monte-Carlo
Das Internationale Zirkusfestival von Monte-Carlo (französisch Festival International du Cirque de Monte-Carlo) ist das berühmteste Zirkusfestival der Welt und findet jährlich im Fürstentum Monaco statt. Es wurde 1974 von Fürst Rainier III. von Monaco gegründet und steht unter der Schirmherrschaft der monegassischen Fürstenfamilie. Seit 2006 ist Prinzessin Stéphanie Präsidentin des Festivals, das als die Weltmeisterschaft der Artistik gilt. Bis 1986 fand das Festival im Dezember des Jahres statt. Nach einer Pause 1987 wird es seit 1988 im Januar bzw. Februar des Jahres durchgeführt.

## Veranstaltungsort

Das Chapiteau de Fontvieille rechts unten im Bild, mit dem Stade Louis II links im Hintergrund.

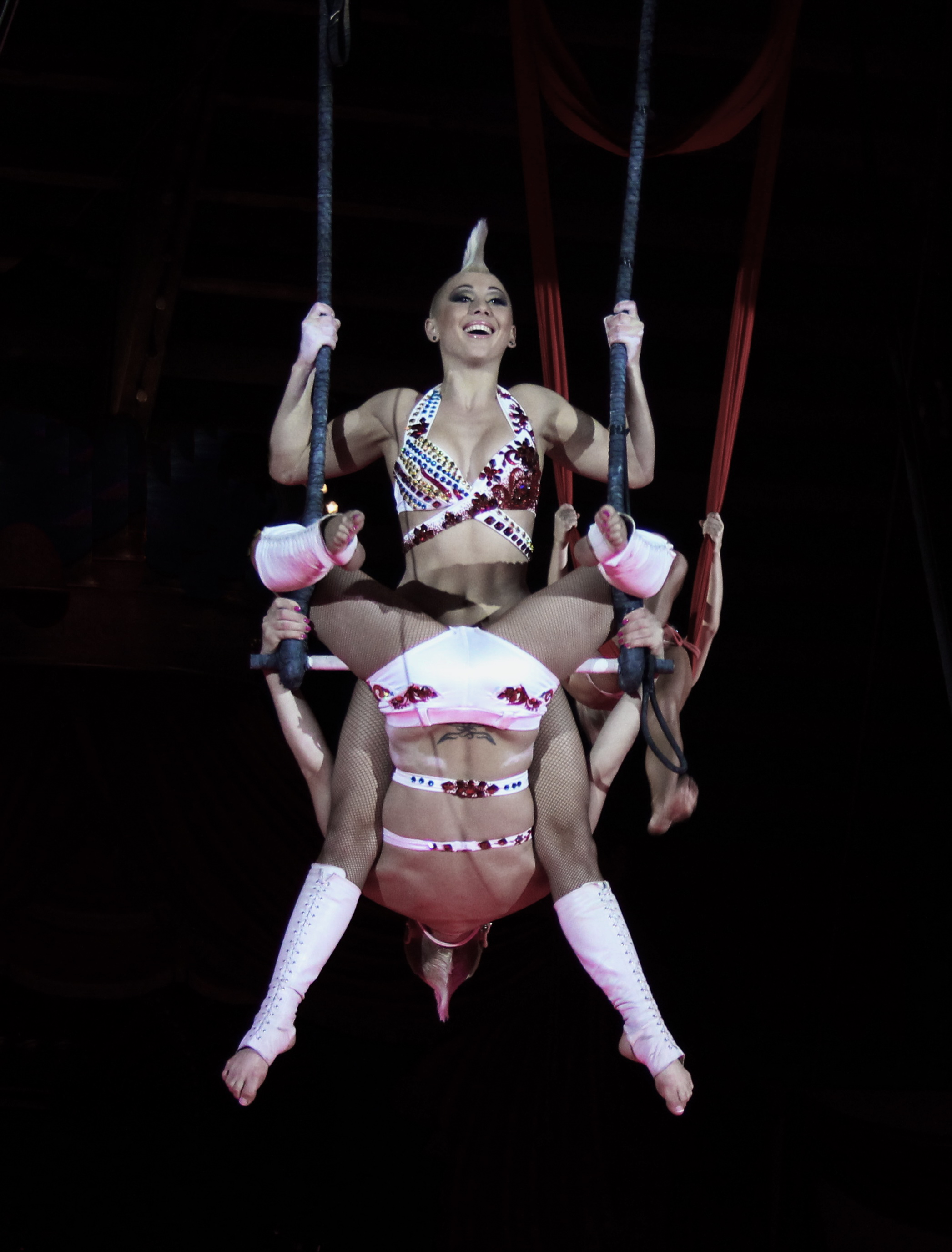
Bingotruppe

Das erste Festival wurde im Zelt des französischen Zirkus Bouglione veranstaltet, der auf der Esplanade de Fontvielle, einem Platz im Stadtbezirk Fontvieille im Westen von Monaco, Station machte. 1975 wurde es im Zelt des italienischen Zirkus Circorama veranstaltet, und zwischen 1976 und 1994 im Zelt des ebenfalls italienischen Zirkus Americano-Togni. Seit 1995 findet die Veranstaltung im Chapiteau de Fontvieille statt, einem stationären Zelt mit einem Innendurchmesser von 49 Metern und bis zu 3800 Plätzen.

## Geschichte
Fürst Rainier mochte den Zirkus sehr, seine besondere Liebe galt dabei Großkatzen. Mit dem Festival wollte er die Zirkuskunst unterstützen und den Artisten eine Plattform zur Präsentation vor einem großen Publikum bieten. Er selbst schrieb das Programm und suchte die Teilnehmer für das erste Festival aus. Damals wie heute werden Künstler von Zirkussen aus aller Welt nach Monaco eingeladen. Das Internationale Zirkusfestival entwickelte sich über die Jahre von einer eher kleinen Veranstaltung zur mittlerweile wichtigsten Zirkusveranstaltung der Welt, es wird in über 50 Länder gezeigt. Am Ende des Festivals wurden die „Goldenen“ und „Silbernen“ Clowns verliehen, die „Oscars der Artistik“. Die ersten Goldenen Clowns erhielten der französische Zirkusdirektor Alfred Court für sein Lebenswerk und der spanische Clown Charlie Rivel.
Anfänglich dauerte das Festival nur fünf Tage und fand immer im Dezember statt, später wurde es auf sieben Tage verlängert und seit 2007 dauert es zehn Tage. 1987 fand kein Festival statt, weil man mit der 13. Veranstaltung den Termin auf Januar/Februar des Folgejahres verlegte. Das Festival wurde viermal abgesagt, 1982 wegen des Todes von Grace Kelly, 1991 aufgrund des Zweiten Golfkrieges sowie 2021 und 2022 wegen der COVID-19-Pandemie. 2006 wurde das 30. Festival veranstaltet, damals wurden keine Clowns vergeben, nur Artisten die schon einmal einen Goldenen, Silbernen oder Bronzenen Clown gewonnen hatten, wurden eingeladen. Sie traten alle in der sechsstündigen Abschlussgala auf, die eine Hommage an den 2005 verstorbenen Fürst Rainier war. Dadurch wurden viele der besten Zirkusartisten der Welt in einer Show vereint. Teilweise traten sie gleichzeitig auf, zum Beispiel jonglierten die Jongleure Kris Kremo und Anthony Gatto neben- und miteinander.

### New Generation-Festival
Um auch jungen Artisten eine Möglichkeit zu geben, sich zu präsentieren, wurde 2012 das New Generation-Festival gegründet. Es ist das einzige Jugendfestival, das in einer richtigen Manege stattfindet. Die Teilnehmer dürfen maximal zwanzig Jahre alt sein. Das erste Festival fand am 4. und 5. Februar 2012 statt – das Datum kollidierte mit dem des Budapester Zirkusfestivals, welches jedoch nur alle zwei Jahre stattfindet. Prinzessin Stéphanie ist die Präsidentin des Internationalen Zirkusfestivals (sie übernahm dies nach dem Tod ihres Vaters 2006) und des New Generation-Festivals. Ihre Tochter Pauline Ducruet ist die Vorsitzende der Jury des Jugend-Festivals.

## Auszeichnungen
Die „Goldenen“ und „Silbernen“ Clowns werden seit der Gründung des Festivals 1974 vergeben, seit 2002 gibt es auch „Bronzene“ Clowns. Die Gewinner werden von einer Fachjury unter Vorsitz von Prinzessin Stéphanie ermittelt. Die Preise sind Skulpturen des Bildhauers Paule Malé nachempfunden. Sie sind ungefähr 30 Zentimeter hoch, mit einem fünf Zentimeter hohem Sockel auf dem der Name des Gewinners und das Jahr des Gewinns stehen. Die Clowns früherer Jahre sahen anders aus, als die heutigen: Sie hatten kurze Beine, trugen einen langen Mantel und hielten die Hände vor der Brust. Die heutige Skulptur ist ein langbeiniger Clown, der einen Ball hochhält. Neben den Clowns gibt es seit 2008 etliche Spezialpreise, die von verschiedenen Zirkussen oder Zirkusorganisationen vergeben werden. Dazu gehören der Preis für die jüngsten Artisten des Festivals und ein Spezialpreis der Jury. Mittlerweile gibt es rund 45 verschiedene Preise.
Die Preise des New Generation-Festivals heißen „Goldener“, „Silberner“ und „Bronzener Junior“. Neben diesen Preisen gibt es auch beim Jugendfestival mehrere Spezialpreise. Einer der Preise beinhaltet die Einladung zu einem Auftritt beim Internationalen Zirkusfestival.

### Preisträger des Internationalen Zirkusfestivals
| Festival                                  | Gewinner der „Goldenen Clowns“ | Gewinner der „Silbernen Clowns“ | Gewinner der „Bronzenen Clowns“ |
| ----------------------------------------- | --- | --- | --- |
| 01. Festival 26. – 30. Dezember 1974      | - Charlie Rivel Spanien - Alfred Court (ehrenhalber) Frankreich | - Les Alizes England/ Vereinigte Staaten - Les Pentacovi Bulgarien - Les Dimek Polen - Emilien Bouglione Frankreich - Familie Richter Ungarn | |
| 02. Festival 26. – 30. Dezember 1975      | - Alexis Gruss Frankreich | - Flying Farfans Chile - Little John Dänemark - Niccolinis Schimpansen Venezuela - Gerd Siemoneit-Barum Deutschland | |
| 03. Festival 26. – 30. Dezember 1976      | - Elvin Bale England | - Rios Brothers Frankreich - Victor Chemchour Sowjetunion - Flying Michaels Mexiko - Große Elefantentruppe des Zirkus Americano Togni Italien | |
| 04. Festival 8. – 12. Dezember 1977       | - Familie Knie Schweiz | - Les Antares England/ Frankreich - Les Canestrelli Italien/ Vereinigte Staaten - Carillo Brothers Vereinigte Staaten - Kristoff Ungarn - Les Silagis Bulgarien | |
| 05. Festival 7. – 11. Dezember 1978       | - Truppe Beljakows Sowjetunion - Flying Gaonas Mexiko | - Les Boichanovi Bulgarien - Duo Dobrich Bulgarien - Marilees Flyers Vereinigte Staaten | |
| 06. Festival 6. – 10. Dezember 1979       | - Truppe der neun Stabhochspringer des Leonid Kostiuk Sowjetunion - Georges Carl Vereinigte Staaten                                                                                             | - Truppe Kovatchevi Bulgarien - The Farrell Brothers Vereinigte Staaten - Dieter Farell Deutschland - Elvin Bale England - Les Nicolodis Italien | |
| 07. Festival 4. – 8. Dezember 1980        | - Truppe Parvanovi Bulgarien | - Dick Franco Vereinigte Staaten - Flying Jimenez Mexiko | |
| 08. Festival 10. – 14. Dezember 1981      | - Oleg Popov Sowjetunion - Roby Gasser Schweiz | - Alexis Sisters Portugal - Truppe Cretzu Rumänien - Kris Kremo Schweiz - Joselito Barreda Peru - Pietr Liubitchenko und Ludmilla Golovko Sowjetunion | |
| 09. Festival 8. – 12. Dezember 1983       | - Li Liping Volksrepublik China | - Serguei Ignatov Sowjetunion - Lothara Brothers Deutschland - Les Balkanski Bulgarien - Flavio Togni Italien | |
| 10. Festival 6. – 10. Dezember 1984       | - Lu Lixin und Shen Ning Volksrepublik China - Djigites Nougzarov Sowjetunion - Truppe des Choe Bok Nam Nordkorea                                                                               | - Flying Cavarettas Vereinigte Staaten - Mafi Family Italien - Natalia Vasilieva und Iurialeksandrov Sowjetunion - Manuela Beelo Niederlande - Duo Zalewski Polen | |
| 11. Festival 5. – 9. Dezember 1985        | - Zirkus Pjöngjang (Schwingen) Nordkorea - Les Doveiko Sowjetunion | - Clown Kouklatchev Sowjetunion - Trio Zalewski Polen - Kong Hongwen Volksrepublik China - Yasmine Smart Vereinigtes Königreich | |
| 12. Festival 4. – 8. Dezember 1986        | - Truppe aus Shenyang Volksrepublik China - Massimiliano Nones Italien | - Kontorsionistinnen aus der Mongolei Mongolei - Les Kehaiovi Bulgarien | |
| 13. Festival 28. Januar – 1. Februar 1988 | - Chen Brothers Portugal | - Les Stankeev Sowjetunion - Les Tsukanov Sowjetunion - Dolly Jacobs Vereinigte Staaten - David Larible Italien - Flying Farfans Vereinigte Staaten - Les Tianjing Volksrepublik China | |
| 14. Festival 2. – 6. Februar 1989         | - Zirkus Pjöngjang (Flugtrapez) Nordkorea | - Truppe aus Shandong Volksrepublik China - Stefano und Lara Orfei Nones Italien - Nadia Gasser Schweiz - Les Kotsuba Sowjetunion - The Flying Navas Ecuador | |
| 15. Festival 1. – 5. Februar 1990         | - Flying Vasquez Kolumbien/ Vereinigte Staaten - Nikolai Pavlenko Sowjetunion | - Alexis Brothers Portugal - Andrew und Jaqueline Vereinigtes Königreich - Akishin Sowjetunion - Duo Guerrero Kolumbien - Flying Espanas Mexiko | |
| 16. Festival 19. – 26. Januar 1992        | - Nouvelle Experience Kanada - Zirkus Pjöngjang (Flugtrapez) Nordkorea | - Truppe aus Shenyang Volksrepublik China - Tino und Tony Frankreich/ Portugal - Wendell Huber Schweiz | |
| 17. Festival 28. Januar – 4. Februar 1993 | - Truppe aus Guangdong Volksrepublik China - Zirkus Pjöngjang (Flugtrapez) Nordkorea | - Géraldine Katharina Knie Schweiz - Les Guerreros Kolumbien - Les Rubzov Russland - Les Perezvony Russland - Peter Shub Vereinigte Staaten | |
| 18. Festival 27. Januar – 3. Februar 1994 | - Borzovi Russland | - Anges Blancs Kanada/ Mexiko/ Schweiz/ Vereinigte Staaten - Les Doveiko Russland - Meteores Liquides Volksrepublik China - John Campolongo Vereinigtes Königreich - Les Goutianov Russland | |
| 19. Festival 19. – 26. Januar 1995        | - Ciognes Russland | - Les Soudartchikov Russland - Petra und Roland Duss Schweiz - Karyne und Sarah Steben Kanada | |
| 20. Festival 1. – 8. Februar 1996         | - Truppe Ewelyn Marinof Rumänien - Familie Fredy Knie jr. Schweiz - Familie Leonida Casartelli Italien                                                                                          | - Akrobatentruppe aus Shenyang Volksrepublik China - James Puydebois Belgien - Les Vorobiev Russland - Oleg Izossimov Schweiz | |
| 21. Festival 30. Januar – 6. Februar 1997 | - Akrobatentruppe aus Shandong Volksrepublik China | - Zirkus Pjöngjang (Kunstflug) Nordkorea - Franco Knie Schweiz - Zhang ting Volksrepublik China - Duo Mouvance Kanada | |
| 22. Festival 29. Januar – 5. Februar 1998 | - Akrobatentruppe des Zirkus Pjöngjang Nordkorea - Akrobatentruppe aus Kanton Volksrepublik China                                                                                               | - Flavio Togni Italien - Truppe Voljansky Russland - Bello Nock Vereinigte Staaten - Stephan und Nathalie Gruss Frankreich | |
| 23. Festival 17. – 24. Januar 1999        | - Anatoly Zalievsky Ukraine - Banquine des Cirque du Soleil Kanada - David Larible Italien | - Akrobatentruppe aus Xining Volksrepublik China - Zirkus Pjöngjang (Flugtrapez) Nordkorea - Fil mou aus Dalian Volksrepublik China | |
| 24. Festival 20. – 27. Januar 2000        | - Akrobatentruppe aus Pjöngjang Nordkorea - Les Tchernievski Russland - Anthony Gatto Vereinigte Staaten                                                                                        | - Akrobatentruppe aus Hunan Volksrepublik China - Vis Versa Kanada - Martin Lacey jr. England | |
| 25. Festival 18. – 25. Januar 2001        | - Alexis Gruss Frankreich - Truppe aus Shanghai Volksrepublik China | - Les Carillos Kolumbien/ Vereinigte Staaten - Les Fumagalli Italien - Les Manducas Portugal - Peres Brothers Portugal | |
| 26. Festival 17. – 24. Januar 2002        | - Los Quiros Spanien/ Kolumbien - Akrobatentruppe aus Kanton Volksrepublik China | - Truppe aus Pjöngjang (Schwingen) Nordkorea - Picaso jr. Spanien - Truppe aus Pjöngjang (Koreanischer Balken) Nordkorea | - Truppe Cirneanum Platinium Bulgarien - Trio Muñoz Frankreich/ Kolumbien Portugal - The Flying Pages Vereinigte Staaten |
| 27. Festival 15. – 23. Januar 2003        | - The Flying Girls Nordkorea - Truppe Puzanovi Russland | - Alexander Lacey England - Truppe der Schule des Zirkus Shanghai Volksrepublik China - Victor Kee Ukraine - Jigalov, Csaba und Konstantin jr. Russland | - Franco Knie und Franco Knie jr. Schweiz - Maike und Jörg Probst Deutschland - Theater Bingo Ukraine |
| 28. Festival 15. – 22. Januar 2004        | - Akrobatentruppe aus Peking Volksrepublik China - The Flying Tabares Argentinien - Fratelli Errani Italien                                                                                     | - Florian und Edith Richter Ungarn - Truppe Kovgar Russland - Truppe Wallendas Vereinigte Staaten - Stefano Nones-Orfei Italien | - Willer Nicolodi Italien - Golden Power Ungarn - Alan Sulc Tschechien - Truppe Sea World Ukraine |
| 29. Festival 20. – 28. Januar 2005        | - Truppe Rodion Russland - Truppe Multi Flying des Zirkus Pjöngjang Nordkorea | - Akrobatentruppe aus Kanton Volksrepublik China - Truppe Ignatov Bulgarien - Susan Lacey Russland - Duo Iroshnikov Ukraine - Familie Velez Ecuador | - Monsieur Dalmatin Russland - Truppe Rokashkov Russland - Wendell Huber Schweiz - Dmitriy Khailafov Russland - Carlos Savadra Kolumbien |
| 30. Festival 19. – 27. Januar 2006        | keine Preise vergeben | keine Preise vergeben | keine Preise vergeben |
| 31. Festival 18. – 28. Januar 2007        | - Familie Casartelli Italien | - Encho Keryazov Bulgarien - The White Crow (Russischer Barren) Kanada/ Schweiz/ Russland - Akrobatiktruppe „Goldener Tisch“ aus Guangzhou Volksrepublik China - Truppe Dosov Russland - Truppe Domchyn Ukraine                                                                                              | - Duo Bobrovi Russland - Tom Dieck jr. Frankreich - Ruslan Sadoev Ukraine - Brüder Taquin Belgien/ Russland - Truppe Cirneanum Platinium des Zirkus Globus, Bukarest Rumänien |
| 32. Festival 17. – 27. Januar 2008        | - Florian Richter Ungarn - Li Wei Volksrepublik China | - Truppe aus Shenyang Volksrepublik China - Familie Casselly Deutschland - Truppe Catana Rumänien - Crazy Wilson Kolumbien - Vertical Tango Schweiz/ Vereinigte Staaten | - Elayne Kramer Mexiko - Marina & Svetlana Belarus - Sergey Akimov Russland |
| 33. Festival 15. – 25. Januar 2009        | - Zirkus Moranbong (Trapez) Nordkorea - Flight of Passion Ukraine | - Truppe Tsisov Russland - Akrobatentruppe aus Fujian Volksrepublik China - Zirkus Moranbong (Akrobatik) Nordkorea - Brüder Giona Italien | - Elvis Errani Italien - Roger Falck Frankreich - Duo Sorellas Deutschland/ Schweiz - Housch ma Housch Ukraine - Akrobatentruppe aus Zhengzhou Volksrepublik China |
| 34. Festival 14. – 24. Januar 2010        | - Martin Lacey jr. England - Truppe aus Shandong Volksrepublik China | - Flying Michaels Mexiko - Engel des Cirque du Soleil Kanada - Truppe Eshimbekov Tadschikistan - Petra und Roland Duss Schweiz | - Geschwister Garcia England - Brüder Rossyanns Frankreich - Sonni Frankello Deutschland - The Blue Sky Girls Mongolei |
| 35. Festival 20. – 30. Januar 2011        | - Flavio Togni Italien - Bello Nock Vereinigte Staaten | - Akrobatentruppe aus Dalian Volksrepublik China - Truppe des Zirkus Flag Volksrepublik China - Valérie Inertie Kanada - White Birds Russland | - Royal Brothers Italien - Truppe Alma’s Rumänien - Roman Kapersky Russland - Truppe Khubaev Russland |
| 36. Festival 19. – 29. Januar 2012        | - Akrobatentruppe des Zirkus Shanghai Volksrepublik China - Familie René Casselly Deutschland                                                                                                   | - Vladislav Goncharov Russland - Truppe Vorobiev Russland - Azzario Sisters Spanien | - Flying to the stars Ukraine - Duo Israfilov Russland - Skating Pilar Frankreich - Flying Zuniga Argentinien/ Brasilien - Duo Stipka Tschechien - Truppe Khadgaa Mongolei |
| 37. Festival 17. – 27. Januar 2013        | - Nationale Akrobatentruppe aus Peking Volksrepublik China - Duo Shcherbak & Popo Ukraine | - Zirkus Pjöngjang (Kunstflug) Nordkorea - Truppe Grechushkin (russischer Doppelbarren) Russland (Beinbruch bei einem Gruppenmitglied nach vierfachem Salto) - Navas-Brüder Ecuador - Leosvel und Diosmani Kuba - Koblykov Ukraine - Jean-François Pignon Frankreich                                         | - Gran Circo Mundial Spanien - Trio Markin Russland - Kid Bauer Frankreich - Cat-Wall Kanada - Familie Donnert Ungarn - Equivokee Ukraine |
| 38. Festival 16. – 26. Januar 2014        | - Desire of Flight (Strapate) Russland - Truppe Sokolov (Schleuderbrett) Russland | - Hans Klok (Illusionen) Niederlande - Duo Suining (Hand zu Hand) Volksrepublik China - Truppe Dobrovitsky (Fangstuhl) Russland - Vinicio Canastrelli Togni (Freiheitsdressur) Italien - Rosi Hochegger (Hunde und Comedy Pferd) Deutschland - Akrobatische Truppe aus Wuhan (Trampolin) Volksrepublik China | - Sacha (Kontorsion) Vereinigte Staaten - Elisa Kachatryan (Seiltanz) Armenien - Anastasia Makeeva (Tücher) Russland - Duo Kvas (Partnerakrobatik) Ukraine - Familie Gärtner (Elefanten) Frankreich - Tom Dieck jr. (Raubtiere) Deutschland                                                                  |
| 39. Festival 15. – 25. Januar 2015        | - Nationale Akrobatentruppe aus Pjöngjang Nordkorea - Nationale Akrobatentruppe aus Peking Volksrepublik China - Anastasia Fedotova-Stykan und ihr Pferd Russland - Fumagalli und Daris Italien | - Truppe Shatirov Russland - Truppe Pronin Russland - Truppe Yakov Ekk Russland - Akrobatentruppe aus Tianjin Volksrepublik China | - Truppe Kolykhalov Russland - Duo Silver Stones Ukraine - Elvis Errani Italien - Duo Black & White Russland - Musa John Selepe mit Löwen von Marcel Peters Südafrika - Meleshin Brothers Russland |
| 40. Festival 14. – 24. Januar 2016        | keine Preise vergeben | keine Preise vergeben | keine Preise vergeben |
| 41. Festival 19. – 29. Januar 2017        | - Truppe Trushin (Schleuderbrett) Russland - Duo Sky Angles (Strapate) Usbekistan | - Akrobatengruppe Xinjiang Volksrepublik China - Chilly & Fly (Akrobatik) Kanada - Marek Jama (exotische Tiere und Pferde) Deutschland - Erwin Frankello (Elefanten und Seelöwen) Deutschland - Gebrüder Zapashny (Löwen und Tiger) Russland                                                                 | - Truppe Gerling (Hochseil und Todesrad) Kolumbien - Sons Company (Schleuderbrett) Schweden - Die Holmikers (Akrobatik) Schweiz - Mario Berousek (Jonglage) Tschechien - Alexander Batuev (Kontorsion) Russland - Truppe Skokov (russische Schaukel) Russland                                                |
| 42. Festival 18. – 28. Januar 2018        | - Akrobatentruppe aus Shanghai (Äquilibristik) Volksrepublik China - Merrylu und Jozsef Richter (Pferde und Exoten) Ungarn                                                                      | - Prosvirnin (Clown) Russland - Duo Stauberti (Äquilibristik) Tschechien - Duo Ballance (Akrobatik) Rumänien | - Duo 2-Zen-O (Luftakrobatik) Kanada - Akrobatentruppe aus der Inneren Mongolei (Einrad) Mongolei - Truppe Vavilov (Akrobatik) Russland - Michael Ferreri (Jonglage) Spanien - Flying Heroes (Luftakrobatik) Russland                                                                                        |
| 43. Festival 17. – 27. Januar 2019        | - Martin Lacey jr. (Raubtierdressur) Vereinigtes Königreich - Ensemble des Royal Circus von Gia Eradze Russland                                                                                 | - Duo Just 2 Men (Strapate) Ungarn - Truppe Aliev (Trapez) Russland - Truppe Filinov (russische Schaukel) Russland - Akrobatentruppe aus China (Akrobatik) Volksrepublik China | - Die Elefanten der Familie Josef Gärtner (Elefanten) Frankreich - Trio Without Socks (Clown) Russland - Cesar Dias (Clown) Portugal - Quartett Prilepin (Akrobatik) Russland - Duo The Owl and the Pussy Cat (Trapez) Vereinigte Staaten/ Australien - Duo Charlotte und Nicolas (Akrobatik) Kanada/ Monaco |
| 44. Festival 16. – 26. Januar 2020        | - Die Pferde des Zirkus Knie präsentiert von Ivan Frederick Knie und Maycol und Woiris Errani Schweiz - Martinez Brothers (Ikarische Spiele) Kolumbien/ Japan - Flying Tuniziani (Trapez)       | - Sergey Nestorov (Tigerdressur) Russland - Akrobatentruppe aus Shandong (Akrobatik) Volksrepublik China - Truppe Ayala und Clown Henry (Hochseil) Kolumbien/ Venezuela - Die Dandy’s (russischer Barren) Russland                                                                                           | - Duo Flash of Splash (Strapate) Ukraine/ Russland - Truppe Efimov (Trampolin) Russland - The 5 Bingo Boys (Akrobatik) Ukraine - Truppe Zola (Schleuderbrett) Mongolei |
| 45. Festival 20. – 29. Januar 2023        | - René Casselly mit Merrylu Casselly und Quincy Azzario (Akrobatik auf zwei Pferden) Deutschland                                                                                                | - Flying Martini (Flugtrapez) - Truppe Mustafa Danguir (doppeltes Todesrad und Hochseil) - Viktoriia Dziuba (Äquilibristik) - Duo Secret of my soul (Luftring) - Alex Giona (Freiheitsdressur) Italien - Bruno Togni (Tigerdressur) Italien                                                                  | - Truppe Bingo - Mystery of Gentlemen (Akrobatik) Mongolei - Deadly Games – Alfredo Silva und Aleksane Kiedrowiez (Messerwerfen) - Elisa Cussadie (Papageien) |

### Preisträger des New Generation-Festivals
| Festival                        | Gewinner der „Goldenen Juniors“                                           | Gewinner der „Silbernen Juniors“ | Gewinner der „Bronzenen Juniors“ |
| ------------------------------- | ------------------------------------------------------------------------- | --- | --- |
| 01. Festival 4.–5. Februar 2012 | - Neue Generation der Familien Casselly und Berdino Deutschland/ Dänemark | - Pranay Werner Deutschland - André Stykan Frankreich - Nationale Akrobatentruppe von China Volksrepublik China                                         | - Duo Istomini Russland - Valeryi & Yulia Ukraine - Neue Generation der Familie Ashton Australien                                                  |
| 02. Festival 2.–3. Februar 2013 | - Maicol & Angela Italien                                                 | - Svetlana Belova Russland - Nicolai Kuntz Deutschland - Nans Marco Frankreich - Namayca Bauer Frankreich                                               | - Akrobatentruppe aus Hebei Volksrepublik China - Duo Yalta Ukraine - Jongleure aus Kasan Russland - Tanzakademie Viviani mit Cassandra Frankreich |
| 03. Festival 2014               | - Les Dias – Antipoden mit Leitern, Ikarier                               | - Truppe aus Wuqiau – Jonglage auf Einrädern - Trio Dac – Schleuderbrett - Excentric Charlie – Strapaten - Familie Spindler – Jockeyreiterei, Akrobatik | - Enriko Annaev – Jonglage - Duo Kazan – Luftperche - Michael Betrain – Diabolo                                                                    |